# The Thrill Is Gone (chanson de 1951)
Pour les articles homonymes, voir The Thrill Is Gone (homonymie).
The Thrill is Gone est une chanson de blues écrite par Rick Darnell et Roy Hawkins en 1951 et popularisée par B. B. King en 1970.
Une chanson de 1931 portant le même titre a été popularisée par Chet Baker.

## Autres versions
Ce titre a été repris par de nombreux artistes depuis la version de B. B. King. Parmi eux, citons Aretha Franklin dans son album Spirit in the Dark (1970), Little Milton (1973), Stan Webb (1973), Luther Allison (1979), Barbara Mandrell (…In Black and White, 1982), Steven Brown (Half Out, 1991), The Manhattan Transfer (1995), Dishwalla (1995), Diamanda Galas (1998), Jerry Garcia et David Grisman (1990s), Harry Manx (1990s), Willie Nelson (2000), Mary Coughlan (2001), The Marshall Tucker Band (Stompin' Room Only 2003), Pappo (Buscando un amor, 2003), Buckethead (2004), The Eric Steckel Band (Havana, 2006), Leslie West (Got BLOOZE 2005), Theo Sinton (Emerald Blues, 2008), Anthony Gardner (2009), Peggy Lee (2010), Beverly McClellan (The Voice, 2011), Peter Frampton (All Blues, 2019).
L'enregistrement de B. B. King est présent dans plusieurs films, notamment Un lundi trouble (Stormy Monday) de Mike Figgis (1988), Le Fugitif de Andrew Davis (1993), Heat de Michael Mann (1995), Casino de Martin Scorsese (1995) et Payback de Brian Helgeland (1999).